# Agnė Bilotaitė

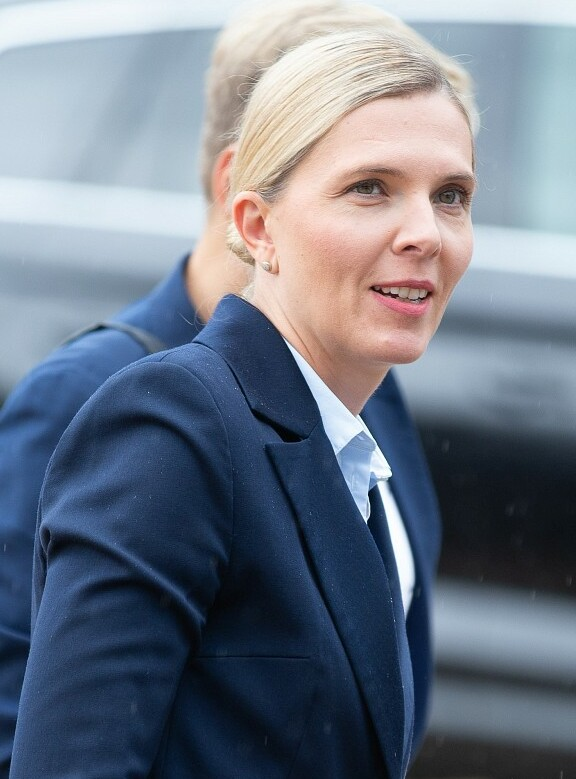
Agnė Bilotaitė (2022)

Agnė Bilotaitė (* 29. Januar 1982 in Klaipėda) ist eine  litauische konservative Politikerin, seit 2008 Seimas-Mitglied. Von 2020 bis 2024 war sie Innenministerin Litauens.

## Leben
Nach dem Abitur 2000 am „Vėtrungė“-Gymnasium der Hafenstadt Klaipėda absolvierte Agnė Bilotaitė 2006 ein Bachelorstudium der Politikwissenschaft an der Fakultät für Sozialwissenschaften an der Universität Klaipėda. Während des Studiums machte sie ein Praktikum im Außenministerium Litauens. Ab 2004 studierte sie in einem Austauschprogramm an der Universität der Bundeswehr in München. Von 2003 bis 2008 arbeitete sie bei 	A. Bilotaitės įmonė, im eigenen Einzelunternehmen im Bereich Transport (Straßenverkehr). 2006 begann sie und 2012 absolvierte ein Masterstudium in Recht und Verwaltung an der Mykolas-Romeris-Universität in der litauischen Hauptstadt Vilnius. 
Agnė Bilotaitė ist seit 2005 Mitglied der Christdemokraten (TS-LKD). Von 2006 bis 2008 war sie Mitarbeiterin der Region Westlitauen ihrer Partei. 2007 bis 2008 arbeitete sie als Assistentin der Seimas-Abgeordneten Jurgis Razma und Saulius Pečeliūnas. Seit 2008 ist sie selbst Abgeordnete im litauischen Parlament, seit 2024 im 14. Seimas. 2016 zwang sie ihren damals parteilosen Parlamentsassistenten und Politikphilosophie-Doktorand Vytautas Sinica zurück zu treten, nachdem er einen kritischen Artikel über die TS-LKD im Internetportal Delfi.lt veröffentlichte.
Von Dezember 2020 bis Dezember 2024 war Agnė Bilotaitė Innenministerin Litauens im Kabinett Šimonytė, geleitet von Ingrida Šimonytė, ernannt von Gitanas Nausėda.